# Pjotr Petrowitsch Stepanow

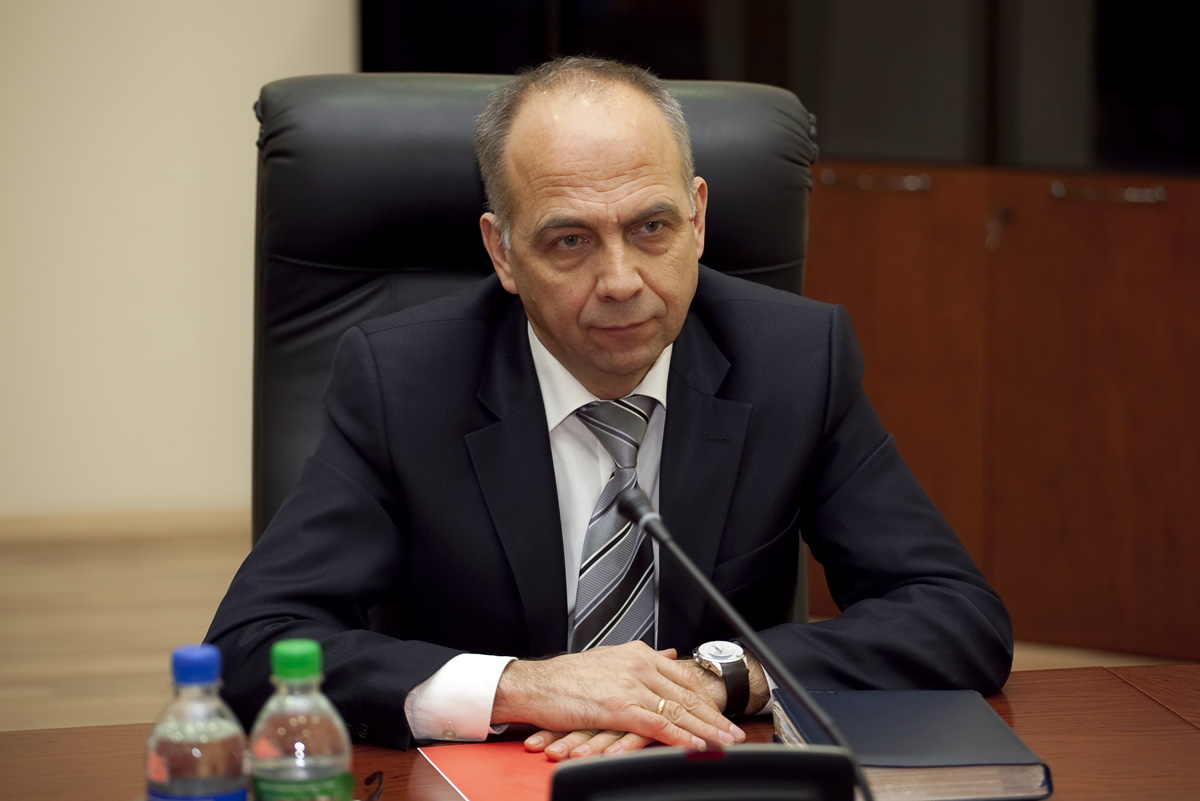
Pjotr Stepanow

Pjotr Petrowitsch Stepanow (russisch Пётр Петрович Степанов; * 2. Januar 1959 in Sankino, Russische SFSR) ist ein transnistrischer Politiker. Er war von 2012 bis 2013 Premierminister des international nicht als Staat anerkannten Transnistriens.

## Leben und Karriere
Pjtor Stepanow wurde 1959 in Sankino in der Tschuwaschischen ASSR im heutigen Russland geboren. Er ist ethnischer Tschuwasche. Er schloss sein Ingenieursstudium an der Bauman-Universität Moskau ab. Seit den 1980er-Jahren lebt Stepanow in Transnistrien, damals noch ein Teil der Moldauischen SSR. Dort erlebte er auch den Transnistrien-Konflikt, der mit der De-facto-Unabhängigkeit des Landes endete.
Von 1996 bis 2007 war er Direktor des Betriebs „Tiraspoltransgas“. Bereits im Jahr 2000 wurde Stepanow erstmals in das transnistrische Parlament gewählt. Im Januar 2007 wurde er schließlich Industrieminister Transnistriens.
Nach der Präsidentschaftswahl 2011 wurde er am 18. Januar 2012 von Präsident Jewgeni Schewtschuk zum Premierminister ernannt. Da man diesen Posten erst nach der Wahl 2011 einführte, wurde Stepanow somit erster Premierminister seines Landes.
Am 10. Juli 2013 trat Stepanow von seinem Posten zurück. Seine Nachfolgerin wurde Tatjana Turanskaja.